# Supercopa do Equador de Futebol de 2020
A Supercopa do Equador de 2020 ou Supercopa Equatoriana de 2020, foi a primeira edição do torneio, uma partida anual organizada pela Federação Equatoriana de Futebol (FEF) entre as equipes campeãs do Campeonato Equatoriano e da Copa do Equador do ano anterior. A competição foi decidida em um único jogo, realizado em 1 de fevereiro de 2020, no Estádio Christian Benítez Betancourt, em Guayaquil, no Equador. A partida foi também a primeira vez que o árbitro assistente de vídeo (VAR, do inglês Video Assistant Referee) foi usado em uma partida oficial no futebol equatoriano.
LDU foi a vencedora do torneio, derrotando o Delfín por 5–4 nos pênaltis, após um empate em 1–1 nos 90 minutos do tempo regulamentar.

## Regulamento
A competição foi organizada pela Federação Equatoriana de Futebol e disputada no sistema de "mata-mata" em partida única em campo neutro. Em caso de empate após os 90 minutos normais, o desempate será definido na disputa por pênaltis, sem direito a prorrogação.

## Sede
A princípio a sede escolhida para o torneio foi o Estádio Monumental de Guayaquil, no entanto, o estádio recebeu no dia 29 de janeiro de 2020 uma partida entre Barcelona e o time uruguaio Progreso pela primeira fase da Taça Libertadores. Com isso, a FEF decidiu mudar a partida para o Estádio Christian Benítez Betancourt, também em Guayaquil.

## Participantes
O Delfín obteve sua vaga ao coroar-se campeão da LigaPro Banco Pichincha de 2019, feito inédito na história do clube. Depois de empatar por 0–0 nos dois jogos da grande decisão do título, a consagração viria nas penalidades máximas com uma vitória por 2–1 contra a LDU. Com o histórico título, o time da cidade de Manta tornou-se o primeiro clube da província de Manabí a conquistar a principal divisão do futebol equatoriano, rompendo assim a hegemonia das equipes de Quito e Guayaquil que haviam ganhado os 15 últimos torneios da divisão.
Já a LDU, clube de Quito, chegou a esta definição do título depois de vencer a primeira edição da Copa do Equador. Mesmo com a derrota por 3–1 ante o Delfín pelo segundo jogo da decisão, o clube levantou o troféu por conta do gol qualificado, já que na primeira partida venceu por 2–0.
| Clube  | Cidade | Método de classificação                   | Participação |
| ------ | ------ | ----------------------------------------- | ------------ |
| Delfín | Manta  | Campeão da Campeonato Equatoriano de 2019 | 1ª           |
| LDU    | Quito  | Campeão da Copa do Equador de 2019        | 1ª           |

## Partida
| 1 de fevereiro de 2020 | Delfín              | 1 – 1     | LDU          | Estádio Christian Benítez Betancourt, Guayaquil |
| 16:00 (UTC−5)          | Garcés 45+2' (pen.) | Soccerway | Martínez 18' | Árbitro: Guillermo Guerrero                     |

|                                |       | Penalidades                             |  |
| Cangá Calderón Mera Garcés Ale | 4 – 5 | Rodríguez Guerra Ayala Martínez Sornoza |  |

| Bandeirinhas: Christian Lescano Mónica Amboya Quarto árbitro: Augusto Aragón Árbitro assistente de vídeo (VAR): Carlos Orbe Árbitro assistente de vídeo: Luis Quiroz | Regulamento - 90 minutos. - Disputa por pênaltis caso seja necessário. |

## Premiação
| Supercopa do Equador de 2020   |
| Equador                        |
| ------------------------------ |
| LDU Quito Campeão (1.º título) |